# زعيم معارضة (المملكة المتحدة)
زعيم المعارضة في المملكة المتحدة أو ما يسمى رسميا (زعيم المعارضة الأكثر ولاءً لجلالة الملك) (بالإنجليزية: The Leader of His Majesty's Most Loyal Opposition in the United Kingdom) هو منصب سياسي رسمي لقائد المعارضة في مجلس العموم واللوردات البريطاني، ويتم اختياره من قبل ثاني أكبر حزب من عدد المقاعد في الانتخابات العامة في بريطانيا (الحزب الذي لا يستطيع تشكيل الحكومة). منذ صدور قانون البرلمان 1911 ، لم يكن هناك أي خلاف في أن زعيم مجلس العموم هو البارز ويحمل العنوان الرئيسي للقب «زعيم المعارضة».
زعيم المعارضة يقود أكبر حزب لا يشكل الحكومة، حيث يتم تشكيل الحكومة من قبل الحزب الفائز بأكبر عدد من المقاعد. ويتم النظر له أو التعامل على أنه رئيس وزراء بديل، ويعتبر عضو في مجلس الملكة الخاص.
يحصل زعيم المعارضة علي أجر إضافي بالإضافة إلى رواتبه كعضو في البرلمان. في عام 2010، وصل هذا الاستحقاق الإضافي إلى 73617 جنية إسترليني. الزعيم الحالي للمعارضة هو ريشي سوناك زعيم حزب المحافطين.

## قائمة زعماء المعارضة
| التاريخ        |                                                                    | الحزب المعارض                     | قائد المعارضة في مجلس العموم           | قائد المعارضة مجلس اللوردات |
| -------------- | ------------------------------------------------------------------ | --------------------------------- | -------------------------------------- | --- |
| مارس 1807      |                                                                    | حزب الأحرار البريطاني             | المنصب خالي                            | ويليام غرنفيل 1 |
| 1808           | George Ponsonby +                                                  | حزب الأحرار البريطاني             |                                        | ويليام غرنفيل 1 |
| 8 يوليو 1817   | المنصب خالي                                                        | حزب الأحرار البريطاني             |                                        | ويليام غرنفيل 1 |
| 1817           | المنصب خالي                                                        | حزب الأحرار البريطاني             | تشارلز غراي 2                          | |
| 1818           | George Tierney                                                     | حزب الأحرار البريطاني             | تشارلز غراي 2                          | |
| 23 يناير 1821  | المنصب خالي                                                        | حزب الأحرار البريطاني             | تشارلز غراي 2                          | |
| 1824           | المنصب خالي                                                        | حزب الأحرار البريطاني             | The 3rd Marquess of Lansdowne ‏ A       | |
| يناير 1828     |                                                                    | حزب الأحرار البريطاني             | المنصب خالي                            | The 3rd Marquess of Lansdowne ‏ A                                                                                                  |
| فبراير 1830    | جون سبنسر ‏                                                         | حزب الأحرار البريطاني             |                                        | The 3rd Marquess of Lansdowne ‏ A                                                                                                  |
| توفمبر 1830    |                                                                    | Tory                              | روبرت بيل 2                            | آرثر ويلزلي 3 |
| توفمبر 1834    |                                                                    | حزب الأحرار البريطاني             | جون رسل 2                              | وليام لامب 3 |
| أبريل 1835     |                                                                    | حزب المحافظين                     | روبرت بيل 3                            | آرثر ويلزلي 1 |
| أغسطس 1841     |                                                                    | حزب الأحرار البريطاني             | جون رسل 2                              | وليام لامب 1 |
| أكتوبر 1842    | The 3rd Marquess of Lansdowne ‏                                     | حزب الأحرار البريطاني             | جون رسل 2                              | |
| يونيو 1846     |                                                                    | حزب المحافظين                     | Lord George Bentinck                   | إدوارد سميث ستانلي 2 |
| 10 فبراير 1848 | Marquess of Granby ‏                                                | حزب المحافظين                     |                                        | إدوارد سميث ستانلي 2 |
| 4 مارس 1848    | المنصب خالي                                                        | حزب المحافظين                     |                                        | إدوارد سميث ستانلي 2 |
| فبراير 1849    | Marquess of Granby ‏; John Charles Herries؛ and بينجامين دزرائيلي 2 | حزب المحافظين                     |                                        | إدوارد سميث ستانلي 2 |
| 1851           | بينجامين دزرائيلي 2                                                | حزب المحافظين                     |                                        | إدوارد سميث ستانلي 2 |
| فبراير 1852    |                                                                    | حزب الأحرار البريطاني             | جون رسل 3                              | The 3rd Marquess of Lansdowne ‏ |
| ديسمبر 1852    |                                                                    | حزب المحافظين                     | بينجامين دزرائيلي 2                    | إدوارد سميث ستانلي 3 |
| فبراير 1858    |                                                                    | حزب الأحرار البريطاني             | لورد بالمرستون 3 B                     | The Earl Granville ‏ |
| يونيو 1859     |                                                                    | حزب المحافظين                     | بينجامين دزرائيلي 2                    | إدوارد سميث ستانلي 3 |
| يونيو 1866     |                                                                    | الحزب الليبرالي (المملكة المتحدة) | وليم غلادستون 2                        | جون رسل 1 |
| ديسمبر 1868    | The Earl Granville ‏                                                | الحزب الليبرالي (المملكة المتحدة) | وليم غلادستون 2                        | |
| ديسمبر 1868    |                                                                    | حزب المحافظين                     | بينجامين دزرائيلي 3                    | The Earl of Malmesbury ‏ |
| فبراير 1869    | The Lord Cairns ‏                                                   | حزب المحافظين                     | بينجامين دزرائيلي 3                    | |
| فبراير 1870    | The Duke of Richmond ‏                                              | حزب المحافظين                     | بينجامين دزرائيلي 3                    | |
| فبراير 1874    |                                                                    | الحزب الليبرالي (المملكة المتحدة) | وليم غلادستون 3                        | The Earl Granville ‏ |
| فبراير 1875    | Marquess of Hartington ‏                                            | الحزب الليبرالي (المملكة المتحدة) |                                        | The Earl Granville ‏ |
| أبريل 1880     |                                                                    | حزب المحافظين                     | ستافورد نورثكوت ‏                       | بينجامين دزرائيلي + 1 |
| مايو 1881      | روبرت سيسل 2                                                       | حزب المحافظين                     | ستافورد نورثكوت ‏                       | |
| يونيو 1885     |                                                                    | الحزب الليبرالي (المملكة المتحدة) | وليم غلادستون 3                        | The Earl Granville ‏ |
| فبراير 1886    |                                                                    | حزب المحافظين                     | مايكل هيكس بيتش ‏                       | روبرت سيسل 3 |
| يوليو 1886     |                                                                    | الحزب الليبرالي (المملكة المتحدة) | وليم غلادستون 3                        | The Earl Granville ‏ + |
| أبريل 1891     | The Earl of Kimberley ‏                                             | الحزب الليبرالي (المملكة المتحدة) | وليم غلادستون 3                        | |
| أغسطس 1892     |                                                                    | حزب المحافظين                     | آرثر جيمس بلفور 2                      | روبرت سيسل 3 |
| يونيو 1895     |                                                                    | الحزب الليبرالي (المملكة المتحدة) | Sir William Harcourt C                 | أرشيبالد بريمروز 1 D |
| يناير 1897     | The Earl of Kimberley ‏ +                                           | الحزب الليبرالي (المملكة المتحدة) | Sir William Harcourt C                 | |
| 6 فبراير 1899  | The Earl of Kimberley ‏ +                                           | الحزب الليبرالي (المملكة المتحدة) | هنري كامبل بانرمان 2                   | |
| 1902           | The Earl Spencer ‏                                                  | الحزب الليبرالي (المملكة المتحدة) | هنري كامبل بانرمان 2                   | |
| 1905           | جورج روبنسون (سياسي)                                               | الحزب الليبرالي (المملكة المتحدة) | هنري كامبل بانرمان 2                   | |
| 5 ديسمبر 1905  |                                                                    | حزب المحافظين                     | آرثر جيمس بلفور 1 E                    | هنري بيتي فيتزموريس ‏ (Liberal Unionist Party until 1912)                                                                          |
| 1906           | جوزيف تشامبرلين (Liberal Unionist Party)                           | حزب المحافظين                     |                                        | هنري بيتي فيتزموريس ‏ (Liberal Unionist Party until 1912)                                                                          |
| 1906           | آرثر جيمس بلفور 1                                                  | حزب المحافظين                     |                                        | هنري بيتي فيتزموريس ‏ (Liberal Unionist Party until 1912)                                                                          |
| 13 توفمبر 1911 | أندرو بونار لو 2                                                   | حزب المحافظين                     |                                        | هنري بيتي فيتزموريس ‏ (Liberal Unionist Party until 1912)                                                                          |
| 25 مايو 1915   |                                                                    |                                   | المنصب خالي F                          | المنصب خالي F |
| 19 أكتوبر 1915 |                                                                    | حزب المحافظين                     | إدوارد كارسون (Irish Unionist Party) F | المنصب خالي F |
| 6 ديسمبر 1916  |                                                                    | الحزب الليبرالي (المملكة المتحدة) | هربرت أسكويث 1 G                       | The Marquess of Crewe ‏ |
| 3 فبراير 1919  | Sir Donald Maclean ‏ H                                              | الحزب الليبرالي (المملكة المتحدة) |                                        | The Marquess of Crewe ‏ |
| 1920           | هربرت أسكويث 1                                                     | الحزب الليبرالي (المملكة المتحدة) |                                        | The Marquess of Crewe ‏ |
| 21 توفمبر 1922 |                                                                    | حزب العمال                        | رامزي ماكدونالد 2                      | المنصب خالي I |
| 22 يناير 1924  |                                                                    | حزب المحافظين                     | ستانلي بلدوين 3                        | جورج كرزون (حاكم الهند) |
| 4 توفمبر 1924  |                                                                    | حزب العمال                        | رامزي ماكدونالد 3                      | ريتشارد هالدين + |
| 1928           | تشارلز كريبس ‏                                                      | حزب العمال                        | رامزي ماكدونالد 3                      | |
| 5 يونيو 1929   |                                                                    | حزب المحافظين                     | ستانلي بلدوين 3                        | The 4th Marquess of Salisbury ‏ |
| 1930           | The Viscount Hailsham ‏                                             | حزب المحافظين                     | ستانلي بلدوين 3                        | |
| أغسطس 1931     |                                                                    | حزب العمال                        | آرثر هندرسون J                         | تشارلز كريبس ‏ |
| توفمبر 1931    | جورج لانسبوري K                                                    | حزب العمال                        | آرثر بونسومبي                          | |
| 25 أكتوبر 1935 | كليمنت أتلي 2 L                                                    | حزب العمال                        | The Lord Snell ‏                        | |
| 22 مايو 1940   | Hastings Lees-Smith + M                                            | حزب العمال                        | The Lord Addison N                     | |
| 21 يناير 1942  | Frederick Pethick-Lawrence M                                       | حزب العمال                        | The Lord Addison N                     | |
| فبراير 1942    | آرثر غرينوود M                                                     | حزب العمال                        | The Lord Addison N                     | |
| 23 مايو 1945   | كليمنت أتلي 2                                                      | حزب العمال                        | The Lord Addison N                     | |
| 26 يوليو 1945  |                                                                    | حزب المحافظين                     | ونستون تشرشل 3                         | [[Viscount Cranborne (The 5th Marquess of Salisbury from 1947)\|Viscount Cranborne (The 5th Marquess of Salisbury from 1947)]] ‏ O |
| 26 أكتوبر 1951 |                                                                    | حزب العمال                        | كليمنت أتلي 1                          | The Viscount Addison + |
| 1952           | The Earl Jowitt ‏                                                   | حزب العمال                        | كليمنت أتلي 1                          | |
| توفمبر 1955    | The Earl Jowitt ‏                                                   | حزب العمال                        | هربرت موريسون P                        | |
| 14 ديسمبر 1955 | هيو جايتسكيل +                                                     | حزب العمال                        | ألبرت الكسندر ‏                         | |
| 18 يناير 1963  | جورج براون (البارون جورج براون) ‏ P                                 | حزب العمال                        | ألبرت الكسندر ‏                         | |
| 14 فبراير 1963 | هارولد ويلسون 2                                                    | حزب العمال                        | ألبرت الكسندر ‏                         | |
| 16 أكتوبر 1964 |                                                                    | حزب المحافظين                     | أليك دوغلاس هوم 1                      | The Lord Carrington ‏ |
| 28 يوليو 1965  | إدوارد هيث 2                                                       | حزب المحافظين                     |                                        | The Lord Carrington ‏ |
| 19 يونيو 1970  |                                                                    | حزب العمال                        | هارولد ويلسون 3                        | The Lord Shackleton ‏ |
| 4 مارس 1974    |                                                                    | حزب المحافظين                     | إدوارد هيث 1                           | The Lord Carrington ‏ |
| 11 فبراير 1975 | مارغريت ثاتشر 2                                                    | حزب المحافظين                     |                                        | The Lord Carrington ‏ |
| 4 مايو 1979    |                                                                    | حزب العمال                        | جيمس كالاهان 1                         | The Lord Peart ‏ |
| 10 توفمبر 1980 | مايكل فوت                                                          | حزب العمال                        |                                        | The Lord Peart ‏ |
| 1982           | مايكل فوت                                                          | حزب العمال                        | The Lord Cledwyn of Penrhos ‏           | |
| 2 أكتوبر 1983  | نيل كينوك                                                          | حزب العمال                        | The Lord Cledwyn of Penrhos ‏           | |
| 18 يوليو 1992  | جون سميث (سياسي) +                                                 | حزب العمال                        | إيفور ريتشارد                          | |
| 12 مايو 1994   | مارغريت بيكيت P                                                    | حزب العمال                        | إيفور ريتشارد                          | |
| 21 يوليو 1994  | توني بلير 2                                                        | حزب العمال                        | إيفور ريتشارد                          | |
| 2 مايو 1997    |                                                                    | حزب المحافظين                     | جون ميجور 1                            | Viscount Cranborne ‏ O |
| 19 يونيو 1997  | ويليام هيغ                                                         | حزب المحافظين                     |                                        | Viscount Cranborne ‏ O |
| 2 ديسمبر 1998  | ويليام هيغ                                                         | حزب المحافظين                     | The Lord Strathclyde ‏                  | |
| 18 سبتمبر 2001 | لاين دونكان سميث                                                   | حزب المحافظين                     | The Lord Strathclyde ‏                  | |
| 6 توفمبر 2003  | ميخائيل هوارد                                                      | حزب المحافظين                     | The Lord Strathclyde ‏                  | |
| 6 ديسمبر 2005  | ديفيد كاميرون 2                                                    | حزب المحافظين                     | The Lord Strathclyde ‏                  | |
| 11 مايو 2010   |                                                                    | حزب العمال                        | هارييت هارمان P                        | The Baroness Royall of Blaisdon ‏                                                                                                  |
| 25 سبتمبر 2010 | إد ميلباند                                                         | حزب العمال                        |                                        | The Baroness Royall of Blaisdon ‏                                                                                                  |

## وصلات خارجية
- http://www.parliament.uk/about/mps-and-lords/principal/government-opposition/